# Usine de dessalement d'El Prat del Llobregat
L'usine de dessalement d'El Prat del Llobregat est une usine de dessalement de l'eau de mer située au sud de Barcelone en Espagne.
Elle produit une partie de l'eau douce consommée dans l'agglomération barcelonaise.

## Histoire
Sa construction commence à partir de 2007. Son inauguration en 2009 suit de quelques mois la sécheresse qui frappe la Catalogne en 2008,,. Mais, avec le réchauffement climatique, les épisodes de sécheresse se multiplient à partir des années 2020, rendant l'intérêt de cette installation d'autant plus important pour alimenter en eau potable Barcelone, son agglomération, et ses régions environnantes. C'est, au moment de son inauguration, l'usine de dessalement la plus importante en Europe pour la consommation humaine d’eau,.

## Implantation
Cette installation est située au sud de Barcelone et de L'Hospitalet de Llobregat, à Prat del Llobregat, à proximité de l'aéroport et à quelques mètres de la Méditerranée,. Elle est alimentée par de l'eau de mer pompée à 2,2 kilomètres de la côte et à 24 mètres de profondeur.

## Production d'eau potable
L'usine produit quotidiennement environ 200 000 m3 d'eau douce. Elle utilise la technique d'osmose inverse.

## Coût
L'installation a coûté 230 millions d'euros, financés à hauteur de 75 % par l'Union européenne.